# Andrzej Mańkowski
Andrzej Mańkowski (ur. 27 listopada 1900 w Karczewie, zm. 23 grudnia 1980 w Żabnie) – polski robotnik rolny, powstaniec wielkopolski. 

## Życiorys
Był synem Józefa i Agnieszki z domu Dudziak. Służył w armii pruskiej (piechota) od 14 czerwca 1918 do 15 grudnia 1918 jako szeregowy. 5 stycznia 1919 zgłosił się na ochotnika do Powiatowej Komisji Uzupełnień w Kościanie, by walczyć w powstaniu wielkopolskim. Służył w 7 dywizjonie taborów w Poznaniu (w szpitalu dla koni nr 14). Walczył na Cytadeli, w okolicach fortu Grolmann i w bitwie o Ławicę. Rozbrajał grenadierów niemieckich. Po zakończeniu powstania służył w szpitalu dla koni nr 1. 10 grudnia 1921 przeniesiono go do rezerwy. 14 września 1924 ożenił się z Marią Dominiczak. Pracował jako włodarz w brodnickim majątku hrabiego Mańkowskiego. Pozostał w nim przez okres II wojny światowej, a także po nacjonalizacji po 1945. W 1974, po śmierci żony, przeniósł się do Żabna, gdzie zmarł.

## Rodzina
Z Marią Dominiczak miał piątkę dzieci: trzy córki (Marię, Teresę i Wandę) i dwóch synów (Wawrzyńca i Jerzego).

## Odznaczenia
- Odznaka Pamiątkowa Wojsk Wielkopolskich (1921),
- Złoty Krzyż Zasługi (1978),
- Medal 40-lecia PRL (1985) - pośmiertnie,
- Wielkopolski Krzyż Powstańczy,
- Krzyż Kawalerski Orderu Odrodzenia Polski[1].